# Európai és Mediterrán Növényvédelmi Szervezet
Az Európai és Mediterrán Növényvédelmi Szervezet (EPPO) egy 1951-ben alapított Párizsban székelő az Európai és a mediterrán országok növényvédelmi együttműködésért felelős kormányközi szervezet. Mint ilyen az ENSZ keretében működő Nemzetközi Növényvédelmi Konvenció (IPPC)  regionális szervezete.

## Feladata
Az EPPO felelős a régió 51 tagországának növényvédelmi együttműködéséért. Feladata a növényvédelem, veszélyes kórokozók, növényt károsító kártevők elleni védekezés nemzetközi stratégiájának kidolgozása és koordinálása és megbízható és hatékony ellenőrzési rendszerek elterjesztése, fenntartása.
Az EPPO dolgozta ki a nemzetközileg elfogadott növény és állategészségügyi ajánlásokat. Népszerűsíti  a hatékony növényvédelmi módszereket és növényvédő szereket. Növény és Állategészségügyi monitoring rendszert tart fenn járványok és növénykártevők figyelésére. Részt vesz a FAO és IPPC munkájában.

## EPPO Kódok
Egy EPPO kódok az Európai és Mediterrán Növényvédelmi Szervezet által használt kód rendszer  mezőgazdasági és növényvédelmi szempontból fontos élőlények konkrétan növények, kártevők és kórokozók egyértelmű azonosítására. Az EPPO kódok egy az élőlények tudományos és köznyelvi neveit tartalmazó adatbázis meghatározó elemei (index). Az adatbázist eredetileg a Bayer AG hozta létre, de a hivatalos listát átvette az  Európai és Mediterrán Növényvédelmi Szervezet